# فولتاغو أغوردينو
فولتاغو أغوردينو (بالإيطالية: Voltago Agordino) هي قرية وبلدية في مقاطعة بلونة، منطقة فنيتة بشمال شرق إيطاليا.
تقع على بعد 100 كيلومتر (62 ميل) شمال مدينة البندقية، و20 كيلومترًا (12 ميل) شمال غرب بلونة، وتبلغ مساحتها 23 كيلومترًا مربعًا (8.9 ميل مربع). منذ 31 ديسمبر 2004 وصل عدد سكانها إلي 973 نسمة.